# Egelsbach (Uehlfeld)

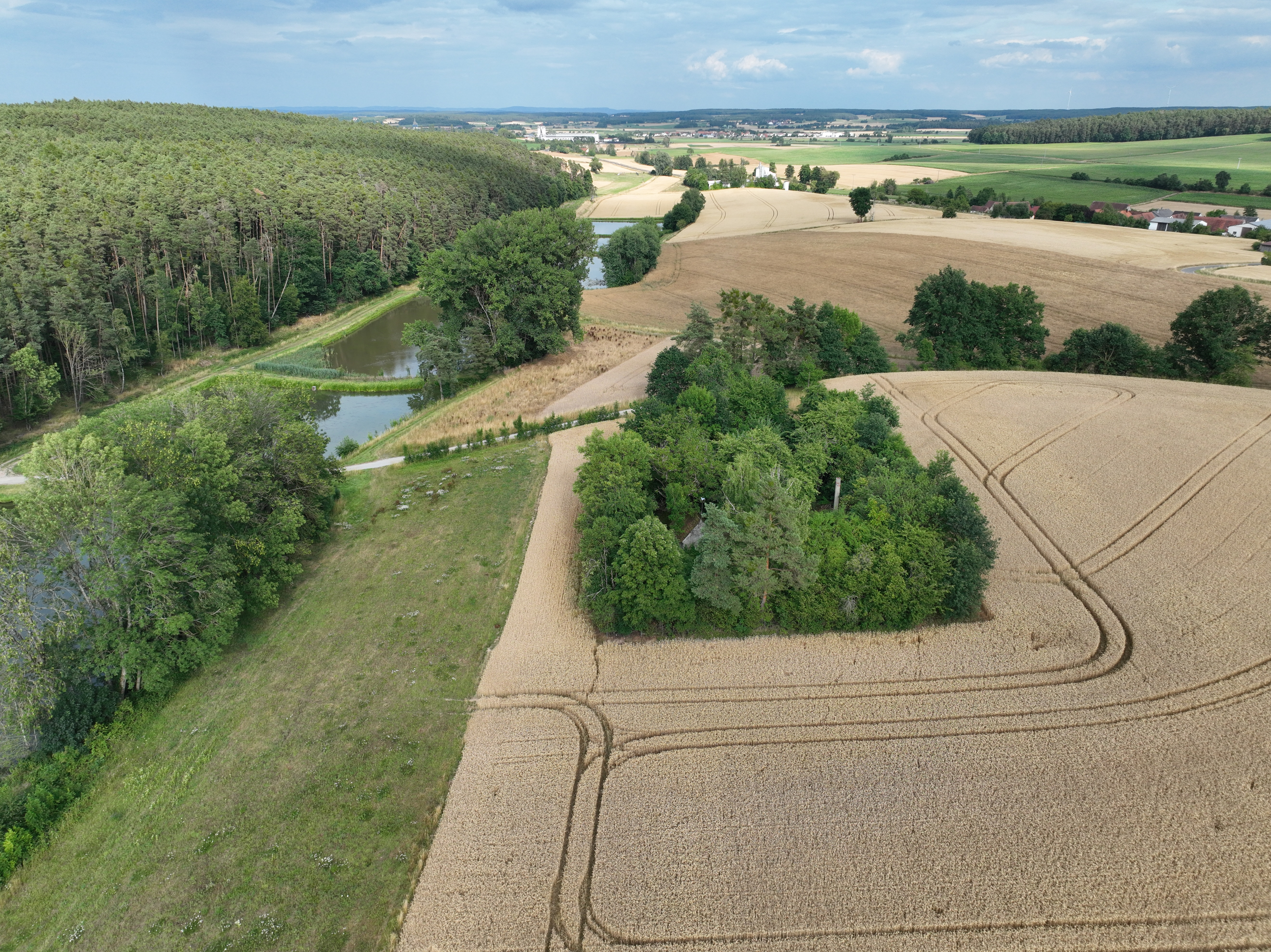
Die mittlerweile mit Bäumen bewachsene Einöde Egelsbach aus der Luft

Egelsbach ist ein Gemeindeteil des Marktes Uehlfeld im Landkreis Neustadt an der Aisch-Bad Windsheim (Mittelfranken, Bayern). Egelsbach liegt in der Gemarkung Tragelhöchstädt.

## Geografie
Nördlich der Einöde liegt die Tragelhöchstädter Weiherkette, die vom Egelsbach gespeist wird, einem linken Zufluss der Weisach. Im Nordosten liegt das Waldgebiet Kuckuck und im Südwesten das Waldgebiet Steinlohe. Ein Wirtschaftsweg führt nach Tragelhöchstädt (0,4 km südöstlich).

## Geschichte
Egelsbach wurde erstmals 1421 als „Egelstorff“ erwähnt. Das Bestimmungswort des Ortsnamens ist der Personenname Egel.
Von 1797 bis 1810 unterstand der Ort dem Justizamt Dachsbach und Kammeramt Neustadt. Im Rahmen des Gemeindeedikts wurde Egelsbach dem 1811 gebildeten Steuerdistrikt Uehlfeld und der 1813 gebildeten Ruralgemeinde Oberhöchstädt zugeordnet. Mit dem Zweiten Gemeindeedikt (1818) wurde es der neu gebildeten Ruralgemeinde Tragelhöchstädt zugewiesen. Das Anwesen unterstand bis 1848 in der freiwilligen Gerichtsbarkeit dem Patrimonialgericht Rockenbach. Am 1. Juli 1971 wurde Egelsbach im Zuge der Gebietsreform in Bayern nach Uehlfeld eingemeindet.
Seit 2001 ist der Ort nicht mehr dauerhaft bewohnt.

## Einwohnerentwicklung
| Jahr      | 001824 | 001840 | 001861 | 001871 | 001885 | 001900 | 001925 | 001950 | 001961 | 001970 | 001987 | 002001 |
| Einwohner | 5      | 4      | 3      | 2      | 2      | 9      | 10     | 3      | 2      | *      | *      | 0      |
| Häuser    | 1      | 1      |        |        | 1      | 1      | 1      | 1      | 1      |        | *      |        |
| Quelle    | [ 5 ]  | [ 8 ]  | [ 9 ]  | [ 10 ] | [ 11 ] | [ 12 ] | [ 13 ] | [ 14 ] | [ 15 ] | [ 16 ] | [ 17 ] |        |

## Religion
Der Ort ist seit der Reformation evangelisch-lutherisch geprägt und bis heute nach St. Jakob (Uehlfeld) gepfarrt.

## Kulinarische Spezialitäten
In der nördlich von Egelsbach gelegenen Weiherkette wird der Aischgründer Spiegelkarpfen gezüchtet.